# Émile Guépratte
Émile Guépratte, francoski admiral in akademik, * 30. avgust 1856, † 21. november 1939.

## Življenjepis
Potem ko je leta 1868 končal študij na Lycée impérial v Brestu, je 1. oktobra 1871 vstopil v École navale, kjer je končal šolanje leta 1874; 5. oktobra 1874 je tako postal pomorski častnik. 1. decembra 1877 je bil povišan v Enseigne de vaisseau. Sprva je služil v Tuniziji na krovu FS Marengo, nato pa je bil poslan na torpedni tečaj; naslednja zadolžitev je bila kot torpedni častnik na FS Amiral Duperré. Leta 1889 je prejel svoje prvo poveljstvo, a je bil že leta 1891 poslal kot drugi častnik na FS Forfait; nato je postal poveljnik topnjače Caronade, rušilca in križarke Foudre ter bil povišan v čin capitaine de vaisseau. 
Leta 1905 je postal poveljnik križarke Jeanne d'Arc in leta 1909 oklepne križarke Edgar Quinet; na krovu slednje je med njegovim poveljstvom potoval tudi predsednik Armand Fallières. 2. septembra 1912 je bil povišan v kontraadmirala. Po izbruhu prve svetovne vojne je postal poveljnik eskadre starih bojnih ladij v Sredozemlju, ki so podpirale britansko Sredozemsko floto med bitko za Dardanele. 10. oktobra 1915 je bil povišan v viceadmirala, s čimer so ga odstranili iz bojnega poveljstva; slednje zato ker je veljal za neučakanega poveljnika. 
30. avgusta 1918 se je upokojil iz vojaške službe in se posvetil politiki. Kot pripadnik levice je bil 16. novembra 1919 izvoljen v Nacionalno skupščino Francije, kjer se je predvsem posvetil parlamentarnim zadevam o vojni mornarici. Iz politiki se je upokojil leta 1924.